# Medellin, Cebu
Medellin là một đô thị hạng 3 của tỉnh Cebu, Philippines. Theo điều tra dân số năm 2007, đô thị này có dân số 44.860 người.

## Các đơn vị dân cư
Medellin được chia thành các đơn vị hành chính gồm 19 khu dân cư (khu phố) (barangay).
| - Antipolo - Curva - Daanlungsod - Dalingding Sur - Dayhagon - Gibitngil - Canhabagat - Caputatan Norte - Caputatan Sur - Kawit | - Lamintak Norte - Luy-a - Panugnawan - Poblacion - Tindog - Don Virgilio Gonzales - Lamintak Sur - Maharuhay - Mahawak |